# Ribeira (Rio de Janeiro)
Pour les articles homonymes, voir Ribeira.
Ribeira est un quartier de la ville de Rio de Janeiro.